# チンチンナブルム

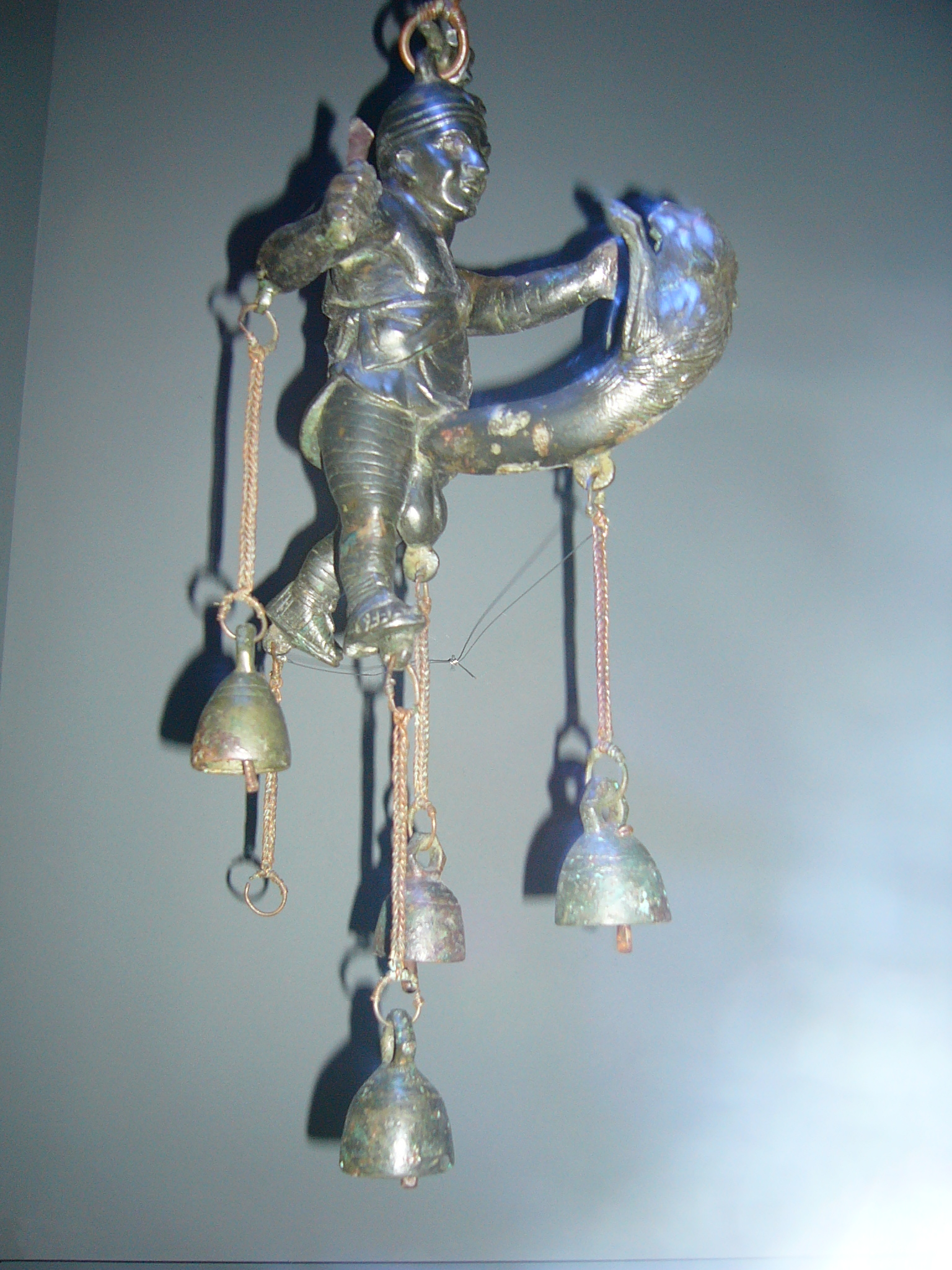
紀元前1世紀のチンチンナブルム

チンチンナブルム（羅: tintinnabulum, 英: tintinnabulum, 仏: tintinnabulum）は、古代ローマ時代に使われた魔除けの一種。それは風鈴または組み合わされた鈴であり、大抵の場合勃起した陰茎をかたどっていた。その外見と音に邪視を遠ざけて幸運と繁栄を呼び込む働きがあると信じられた。使用頻度は多くはないが、tintinnumの語形もある。なお、カトリック教会で使用する鈴もtintinnabulum（羅: tintinnabulum, 英: bell, 独: Handgloche, 仏: cloche）と呼ぶが、本稿では古代ローマの魔除けについて述べる。

## 概要
古代ローマ時代のミトラスないしディオニューソスを信仰する密儀宗教に起源を持つと考えられる。
チンチンナブルムはドアの守護札（お守り）として使用された。店舗や家屋の入り口近く、中庭を囲むペリスタイルの下、ベッドルームのそば、あるいは売春用アパート（venereum）につるされ、風が吹くと音を立てた。その他、紐につないで人力で鳴らす、呼び鈴に近い用途にも使用された。

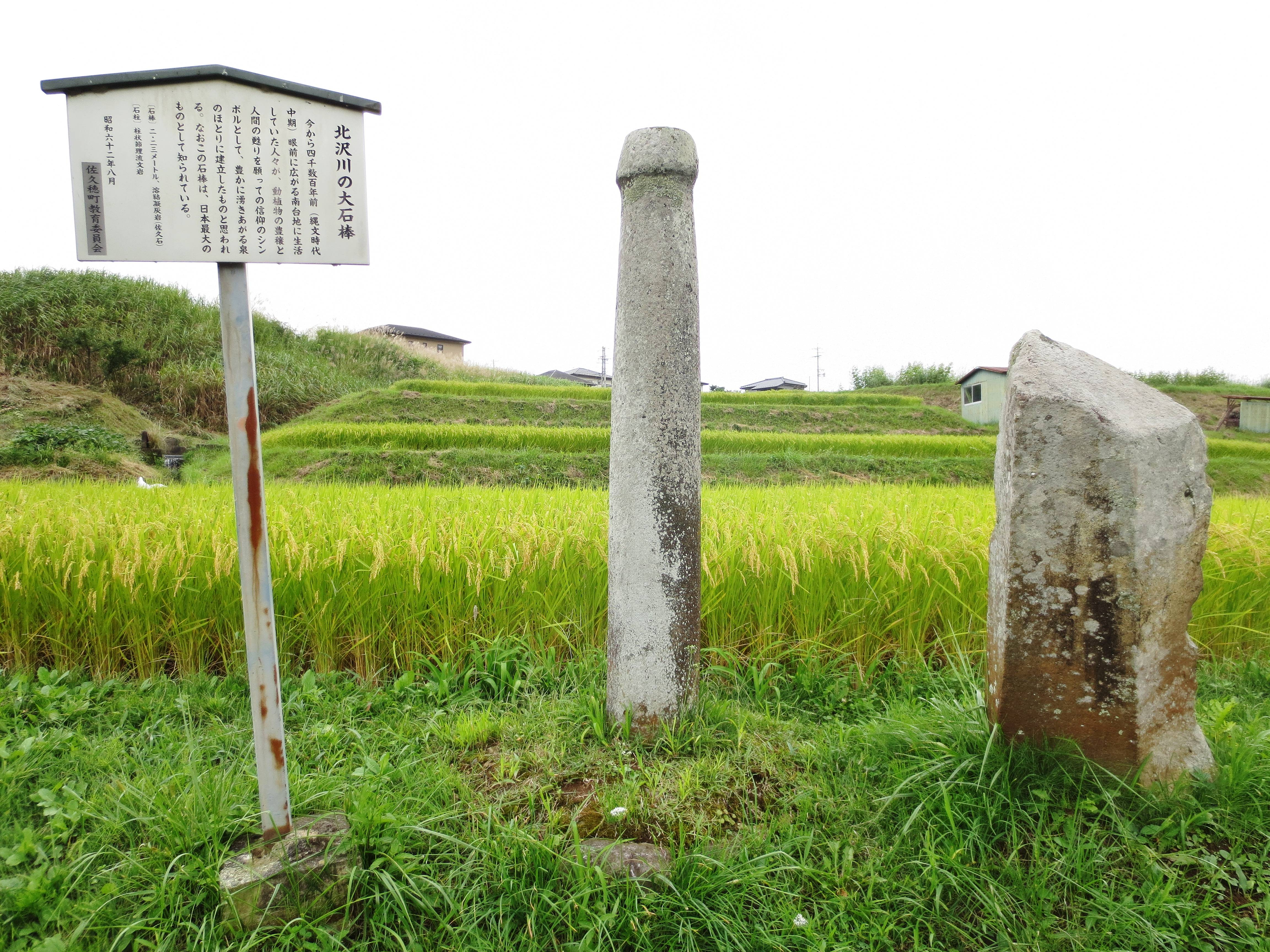
日本の長野県に位置する北沢大石棒(縄文時代中期製)。男性器が宗教的シンボルとなる例は世界各地に見られる。なお、かなまら祭や立川神社御神体は伝統的信仰ではなく、観光産業の一貫で作為的に成立したものであるため、同じ文脈で語りうるものではない。

古代ローマ人にとって男性器は必ずしも下品なものではなかった。むしろ、幸運や幸福をもたらすものと考えられており、邪視に対抗する上で効果的であるとみなされ、ワインの杯や子供用のお守りにいたるまで、ローマ世界の様々な場面で男性器のモチーフが使用された。ローマに限らず、同様の信仰は普遍的に見られる。詳細は「ファルス」および「生殖器崇拝」の記事に譲る。
チンチンナブルムの音は悪霊を遠ざけると信じられ、これは初期カトリック教会における破門の儀式（bell, book, and candle）で使用された鐘の役割と類似している。この種の鐘はユピテルトナンス寺院など様々な場所で発見されており、宗教的な用途に使用されていたことが知られている。また、酒場や庭園、神殿、ドムス、コロネードのあるポルチコといった建物のフックに掛けられた小像（oscilla）も、チンチンナブルムに相当する魔除けの目的を持つと推定されている。

## 用途

### 魔除け
礼拝所や一般家庭に吊るされ、手動または風を受けて音を鳴らした。その音は怒れる神々を鎮め、病人を癒やし、悪運を遠ざけるとされた。

### 開店告知
公衆浴場や市場で使用された。

### 識別・追跡
囚人や家畜の首に下げて使用された。上記の魔除けの意味もあったと考えられている。

### 警報
建物、店舗、住宅に吊るされた。

### 楽器として
一種のベルのように使用された。

## 出土例
- 精巧に装飾されたチンチンナブルムのペンダント（男性器型ではない）がエトルリアの遺跡から出土している。一例として女性が羊毛を梳き、紡ぎ、織る様子が表現されている（ボローニャ考古学博物館蔵）[15]。追跡を容易にする目的で馬や羊の首に鈴を取り付けていたが、魔除けの目的もあると考えられる[2]。
- 多数のチンチンナブルムがナポリ国立考古学博物館（National Archaeological Museum）のSecret Museumというコレクションに収蔵されている[16]。以下に当該画像を列挙する。

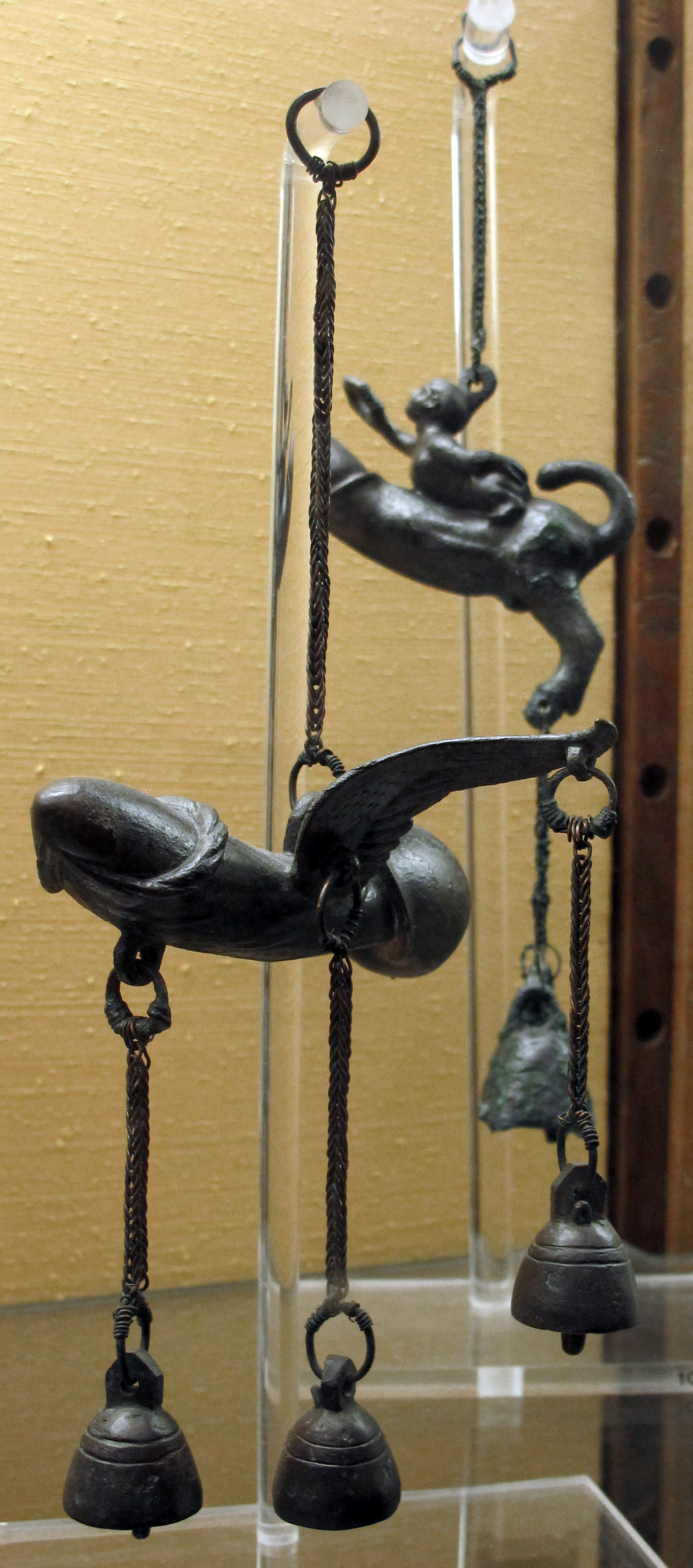
ヘルクラネウム出土
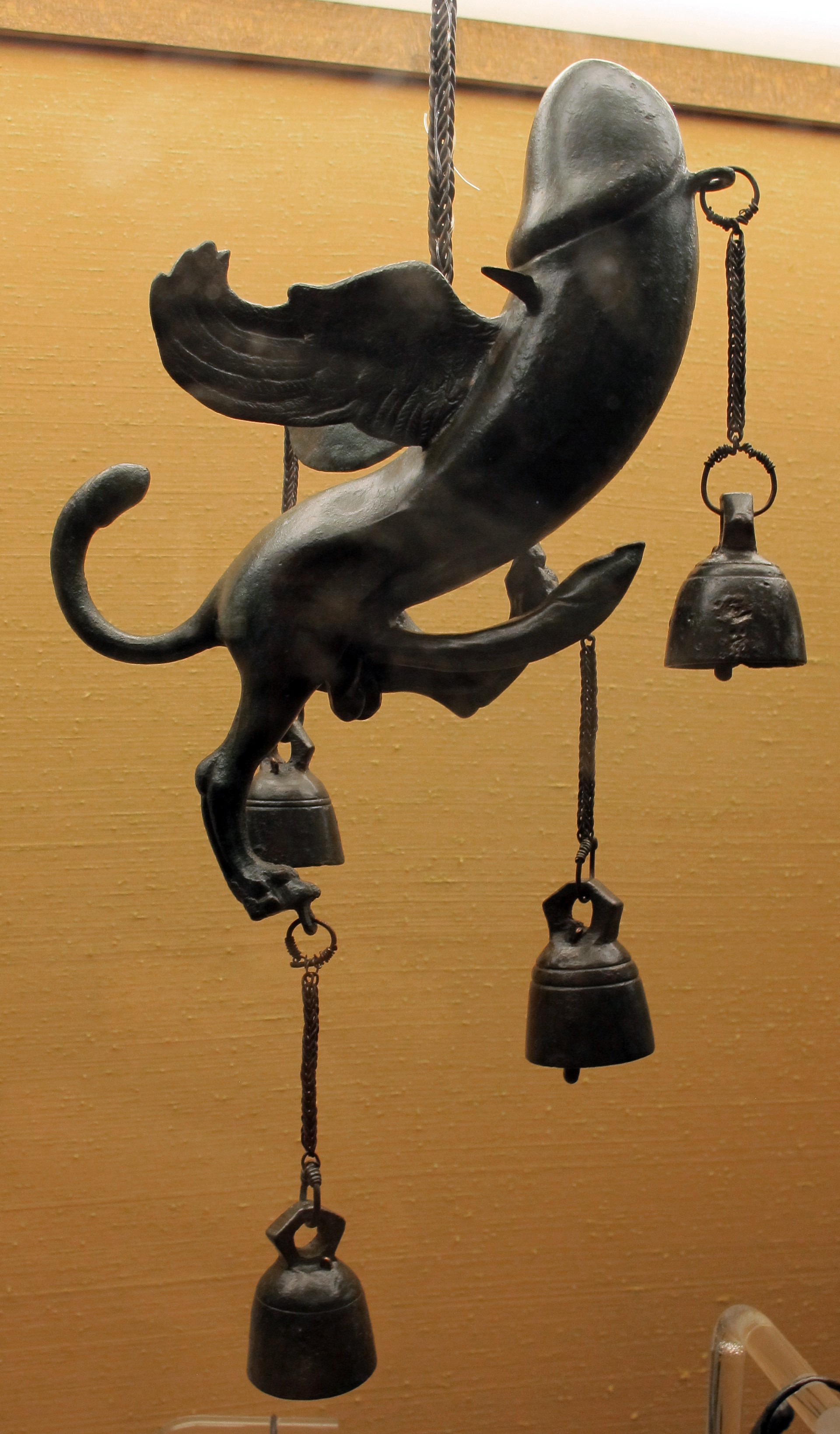
ポンペイ出土
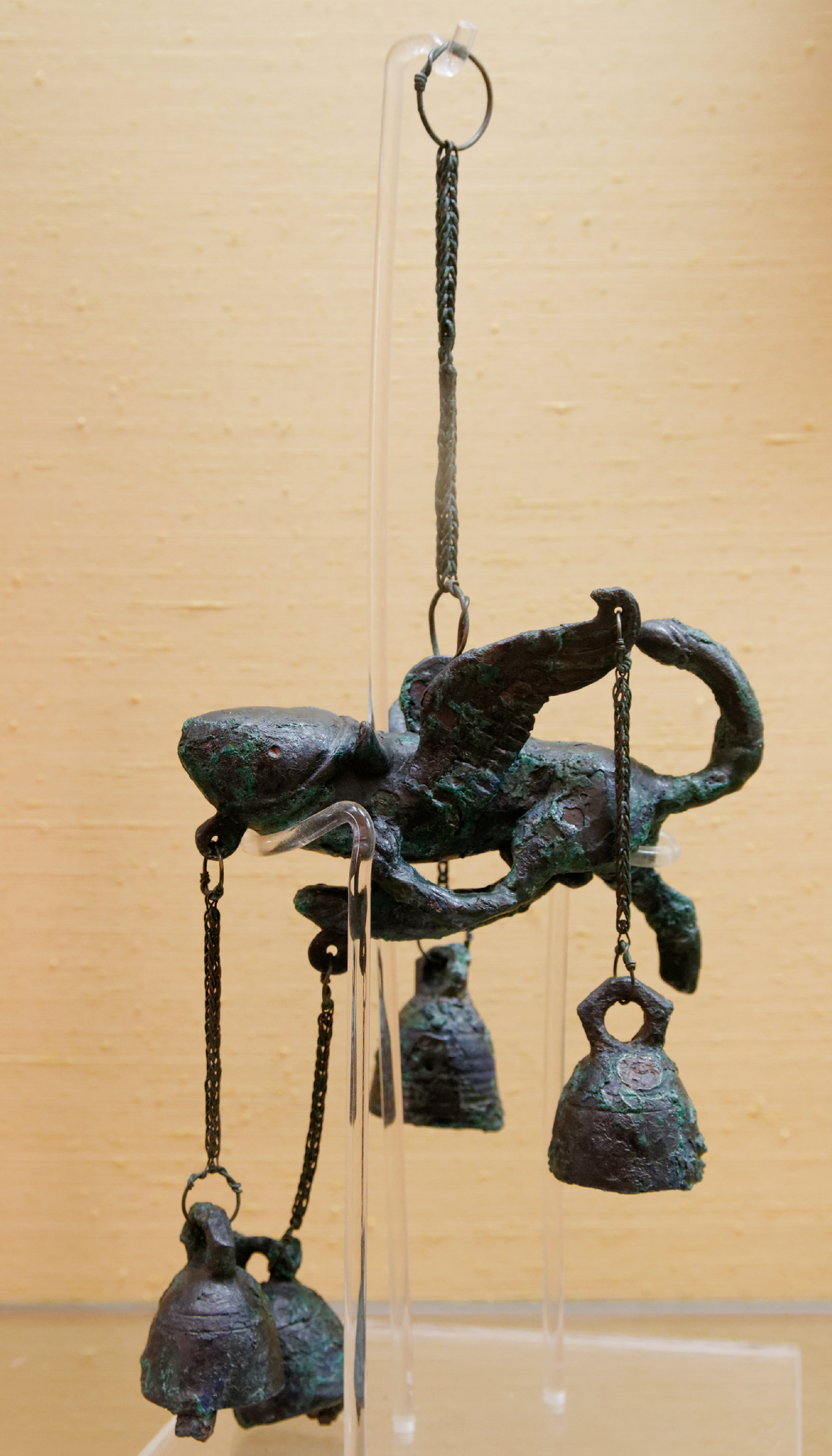
ポンペイ出土
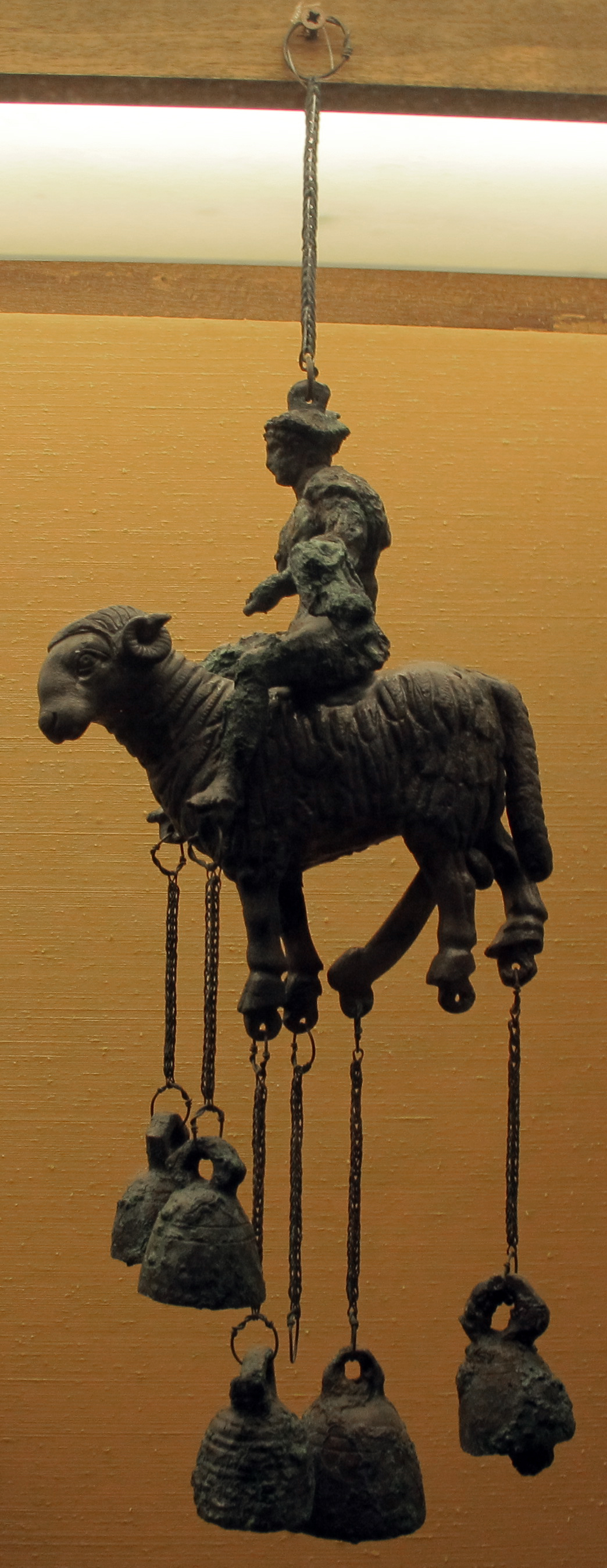
ポンペイ出土。雄羊に乗っているのは女神ヘルメース

## 「チンチンナブルム」と「ちんちん」
日本語で男性器を表す幼児語「ちんちん」と形態・意味ともに酷似しており、一見関係があるかのように見えるが、これらは偶然の類似である。

### チンチンナブルムの語源
チンチンナブルム語源は、擬音語に由来する動詞"tinniō"（チンと鳴らす）の畳語"tintinnō"（チンチンと鳴らす）に接尾語"-bulum"（～する道具）を付したものである。フランス語のtintinnabulumの語源は"tintinnāre"（ちりんちりん鳴る）という動詞であるが、"tintinnāre"も"tinniō"も日本語の「ちんちん」とは無関係である。

### ちんちんの語源
ちんちん（おちんちん）は江戸期から用いられた幼児語ないし俗語である。その語源については諸説あるが、2024年1月24日現在、ちんちんをチンチンナブルムに由来する借用語とする学術的な指摘はなされていない。その他、「ちんちん」＋「嬲る」にも類似するが、上記の通りチンチンナブルムは"tintinnō"+"-bulum"から成るので、形態素の区切りを無視した「ぎなた読み」にほかならない。
以上の如く、両者の形態の類似性ないし語義の関連性の高さに関わらず、チンチンナブルムとちんちんは相互に無関係と言うことができる。
ちんちんの語源に関しては「おちんちん」の記事を参照。